# Felix Funke
Felix Funke (Jelenia Góra, 3 gennaio 1865 – Berlino, 22 luglio 1932) è stato un militare tedesco, era un ammiraglio della Kaiserliche Marine (Marina Imperiale Tedesca).

## Biografia
Funke nacque a Hirschberg, nella Slesia tedesca; il padre Adolf, originario di Magdeburgo, era il presidente della Compagnia Ferroviaria Alsaziana di Strasburgo; la madre, Anna Stilke-Pilet proveniva da una famiglia di Ugonotti fuggita da Castres dopo la revoca dell'Editto di Nantes.
Funke trascorse l'infanzia a Strasburgo e frequentò la Scuola Navale di Kiel, dal 18 aprile 1882, dove il suo addestramento nella Marina Imperiale iniziò sul veliero Niobe. La sua carriera proseguì senza scostamenti finché arrivò al grado di Ammiraglio. Era particolarmente ben visto dall'Imperatore Guglielmo II di Germania, con cui spesso fumava sigari nella sua cabina quando l'Imperatore era a bordo.

### Congedo e morte
L'Imperatore, con grande sorpresa di Funke, gli chiese di congedarsi, il 18 settembre 1915, a soli 50 anni (solitamente il congedo era intorno ai 55 per gli Ammiragli); Funke cadde in depressione e morì, all'età di 67 anni, nel 1932 a Berlino, dove aveva vissuto dopo aver lasciato il servizio.

## Carriera militare

### Guerra russo-giapponese
Dal 1902 Funke trascorse quattro anni a Tsingtao, all'epoca colonia tedesca in Cina, dove nel 1904 assistette alla Guerra russo-giapponese, in cui la Germania rimase neutrale. Il 10 agosto 1904 Funke fu testimone della Battaglia del Mar Giallo e, in quanto porto sicuro, Tsingtao accolse la corazzata russa Tsesarevich, danneggiata nello scontro: il ponte era stato colpito due volte e l'Ammiraglio Wilhelm Withöft era morto, come anche molti altri Ufficiali superiori; la Tsesarevich fu raggiunta nella notte dall'incrociatore Novik e dai cacciatorpediniere Bezstranshny, Bezshumny e Bezposchadny; la Novik caricò quanto più carbone possibile e salpò immediatamente, mentre i cacciatorpediniere rimasero in porto e furono disarmati dopo tre giorni.
Il 15 agosto 1904 il Vice-ammiraglio Dewa Shingetō inviò il cacciatorpediniere giapponese Ikazuchi a Tsingtao per discutere i termini della resa delle navi russe con il governatore di Tsingtao e l'Ammiraglio Funke, che assicurò all'emissario di Dewa che le navi russe rimaste in porto sarebbero state disarmate; l'Ammiraglio, salito a bordo della Ikazuchi per le trattative, in una nota descrisse la straordinaria pulizia e l'ordine sia della nave che dell'equipaggio.
I due Ufficiali russi rimasti più alti in grado, il Contrammiraglio Matusevich, capo di Stato Maggiore di Withöft, e il Capitano Ivanov, comandante della Tsesarevitch erano entrambi feriti: dopo aver ottenuto rassicurazioni sul fatto che gli ufficiali russi convalescenti non avrebbero tentato la fuga, Funke li invitò a stare a casa sua anziché in prigione; successivamente, ricevette l'Ordine di Sant'Anna dallo zar Nicola II di Russia per aver permesso ad altre navi russe di rifugiarsi e ormeggiare a Tsingtao, con l'approvazione dell'Ammiraglio giapponese Tōgō Heihachir, a seguito della caduta di Lüshunkou il 2 gennaio 1905, permettendo agli equipaggi russi bisognosi di cure mediche di essere soccorsi.

### Prima Guerra Mondiale
Il 3 agosto 1914 il Principe Adalberto di Prussia e la Principessa Adelaide di Sassonia-Meiningen si sposarono a Wilhelmshaven e dopo la cerimonia visitarono Funke a bordo della sua nave ammiraglia, la SMS Prinzregent Luitpold.
Dal 1913 Funke, con il grado di Retroammiraglio, comandò il III Squadrone da Guerra della Marina Imperiale, che includeva la SMS Kaiser, la SMS Kaiserin, la SMS König Albert e la Prinzregent Luitpold; il 24 dicembre 1914 ricevette ordine di cedere il comando dello Squadrone all'Ammiraglio Reinhard Scheer, assumendo al contempo il comando del II Squadrone, fino ad allora comandato dallo stesso Scheer. Funke partecipò a numerose battaglie durante la prima guerra mondiale contro la Royal Navy britannica, pur rimanendo contrario ad alcune strategie del Großadmiral Principe Enrico di Prussia, in particolare per quanto riguarda l'uso dei sottomarini.